# Озерянська волость
Озерянська волость — адміністративно-територіальна одиниця Лохвицького повіту Полтавської губернії з центром у селі Озеряни.
Старшинами волості були:
- 1900—1904 роках селянин Василь Омелянович Мізковий[1],[2];
- 1913—1915 року Порфірій Мусійович Охрименко[3],[4].

Станом на 1912 рік — складалася з 12 поселень: 
- Березки, хутір,
- Брагинці, село,
- Калиновиця, селище,
- Кияшки, хутір,
- Макушиця, селище,
- Мормизівка, селище,
- Миколаївщина, хутір,
- Озеряни, село,
- Петрівський хутір,
- Солонці, хутір,
- Скляра хутір,
- Тонкая, хутір.

Дворів - 1439, населення - 8001 особа (на 01.01.1911 р.)